# Iwan Gagarin

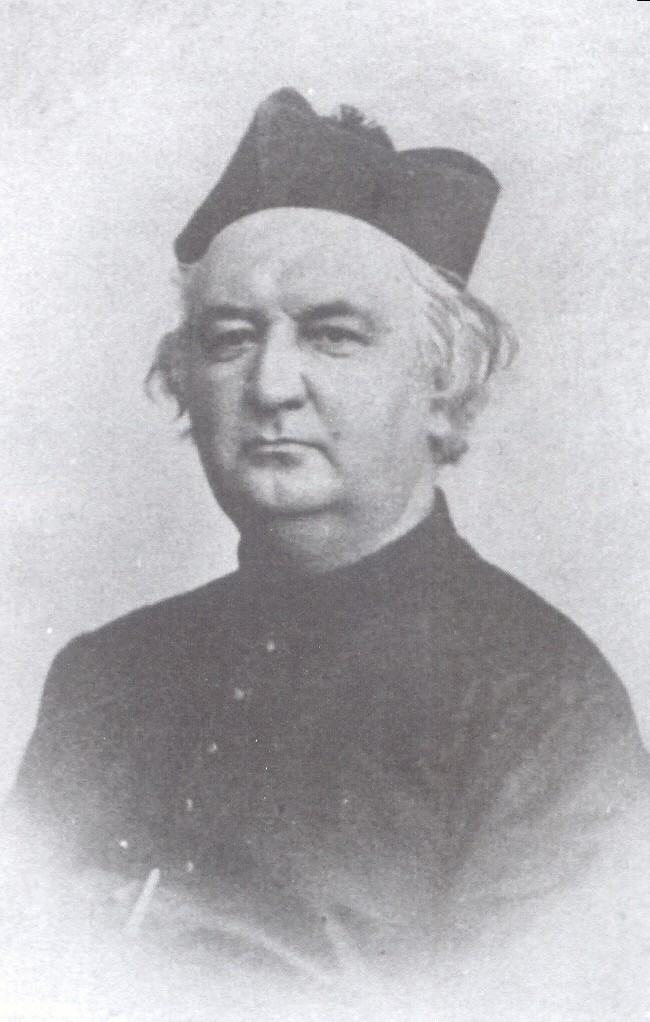
Iwan Gagarin

Iwan Siergiejewicz Gagarin (Иван Сергеевич Гагарин) (ur. 1 sierpnia 1814 w Moskwie, zm. 19 lipca 1882 w Paryżu) – rosyjski arystokrata i dyplomata, po zmianie wyznania z prawosławia na katolicyzm wstąpił do zakonu jezuitów.

## Życiorys
Pochodził z rosyjskiej rodziny książęcej. Był synem rosyjskiego arystokraty Sergiusza Gagarina (członka Rady Państwa i wielkiego ochmistrza dworu cara Mikołaja I Romanowa) i Barbary z Puszkinów. Jego stryjem był książę Grzegorz Gagarin. 
W roku 1831 rozpoczął studia na Uniwersytecie Moskiewskim. W roku 1833 pełnił funkcję attaché w rosyjskim poselstwie w Monachium. W 1836 wrócił do kraju i pracował jako III sekretarz kancelarii Ministerstwa Spraw Wewnętrznych w Petersburgu. W 1837 został przeniesiony do Londynu, a rok później został pracownikiem ambasady rosyjskiej w Paryżu.
W roku 1842 przeszedł z prawosławia na katolicyzm, a w roku 1843 wstąpił potajemnie do Towarzystwa Jezusowego (jako Józef Ksawery). Oskarżany był o autorstwo „dyplomu” mianującego Aleksandra Puszkina „zastępcą Wielkiego Mistrza Zakonu Rogaczy”. „Dyplom” stał się powodem pojedynku w którym Puszkin stracił życie.
Pracował na misjach w Syrii. Zmarł 19 lipca 1882 w Paryżu.